# Sunrise
『sunrise』（さんらいず）は、1997年12月3日にRCAアリオラジャパンから発売されたThe KIX・S（KIX-Sより改名）のアルバム。

## 背景
KIX・S名義も含めて最後のオリジナル・アルバムとなり、ブリットポップやグランジなど当時流行していたロックサウンドを取り入れたが、前作『GORGEOUS』に比べてもセールス面での成果は得られず本作を最後に活動を休止した。

## 批評
CDジャーナルは「今までのイメージを打ち崩すかのようにブリット・ポップ色を前面に出している。パワフルなヴォーカリスト、Tsukasaという感じはここにはなく、うまく脱皮していてこれはこれで心地よい。」と評した。

## 収録曲
| 全作詞: 浜口司（#1, #13は除く）。 |                                    |                          |            |                |      |
| #                                 | タイトル                           | 作詞                     | 作曲       | 編曲           | 時間 |
| 1.                                | 「Overture to the sunrise」        | 浜口司 （#1, #13は除く） | 安宅美春   | 西脇辰弥       | 1:05 |
| 2.                                | 「in BED」                         | 浜口司 （#1, #13は除く） | 安宅美春   | 吉田建         | 4:00 |
| 3.                                | 「EDEN」                           | 浜口司 （#1, #13は除く） | 安宅美春   | 西脇辰弥       | 5:05 |
| 4.                                | 「天国と孤独」                     | 浜口司 （#1, #13は除く） | 安宅美春   | 西脇辰弥       | 4:07 |
| 5.                                | 「幻影 〜a vision〜」              | 浜口司 （#1, #13は除く） | 安宅美春   | 土橋安騎夫     | 3:59 |
| 6.                                | 「sunrise」                        | 浜口司 （#1, #13は除く） | 安宅美春   | 西脇辰弥       | 6:06 |
| 7.                                | 「FOREVER & EVER」                 | 浜口司 （#1, #13は除く） | 安宅美春   | 富田素弘       | 4:16 |
| 8.                                | 「FLOWER & FLOWER 〜はなとはな〜」 | 浜口司 （#1, #13は除く） | 井上慎二郎 | 土橋安騎夫     | 4:16 |
| 9.                                | 「ESPECIAL LOVER」                 | 浜口司 （#1, #13は除く） | 安宅美春   | 吉田建         | 3:32 |
| 10.                               | 「NEVER RUN TO YOU」               | 浜口司 （#1, #13は除く） | 浜口司     | ファンキー末吉 | 4:12 |
| 11.                               | 「I Will…」                        | 浜口司 （#1, #13は除く） | 安宅美春   | 土橋安騎夫     | 4:12 |
| 12.                               | 「DO YA!」                         | 浜口司 （#1, #13は除く） | 安宅美春   | ファンキー末吉 | 3:45 |
| 13.                               | 「from the sunrise」               | 浜口司 （#1, #13は除く） | 安宅美春   | 西脇辰弥       | 2:50 |
| 合計時間:                         | 合計時間:                          | 合計時間:                | 合計時間:  | 51:25          |      |

## タイアップ
| #  | 曲名                               | タイアップ                                       | 出典  |
| -- | ---------------------------------- | ------------------------------------------------ | ----- |
| 2  | 「EDEN」                           | オーストラリア政府観光局 CFイメージソング        |       |
| 8  | 「FLOWER & FLOWER 〜はなとはな〜」 | フジテレビ系『木曜の怪談 '97』オープニングテーマ | [ 5 ] |
| 12 | 「DO YA!」                         | ASAHI『フーパーズ・フーチ』CMソング              | [ 6 ] |

## 主な参加ミュージシャン
- 安宅美春 - ギター、ベース
- 浜口司 - ボーカル
- 西脇辰弥 - キーボード
- 吉田建 - ベース、ギター
- 湊雅史 - ドラムス
- 美久月千晴 - ベース
- 小田原豊 - ドラムス
- 山田亘 - ドラムス
- 荻原基文 - ベース
- 是永巧一 - ギター
- 河村智康 - ドラムス
- 土橋安騎夫 - キーボード
- 松永俊弥 - ドラムス
- 富樫春生 - キーボード
- ファンキー末吉 - ドラムス　キーボード
- バーベQ和佐田 - ベース
- 高橋教之 - ベース